# Carlhintzeïta
La carlhintzeïta és un mineral de la classe dels halurs. Rep el seu nom per Pete J. Dunn, Donald R. Peacor i B. Darko Sturman en honor del Dr. Carl Adolf Ferdinand Hintze (1851-1916), professor de mineralogia i director de l'Institut de Mineralogia de la Universitat de Breslau.

## Característiques
La carlhintzeïta és un halur de fórmula química Ca₂AlF₇(H₂O). Cristal·litza en el sistema triclínic. Es troba en forma de petits cristalls aplanats de color blanc en grups radials oberts.
Segons la classificació de Nickel-Strunz, la carlhintzeïta pertany a «03.CB - Halurs complexos, nesoaluminofluorurs» juntament amb els següents minerals: criolitionita, criolita, elpasolita, simmonsita, colquiriïta, weberita, karasugita, usovita, pachnolita, thomsenolita i yaroslavita.

## Formació i jaciments
Es troba en mineralitzacions de fosfats en pegmatites de granit. Sol trobar-se associada a strengita, rockbridgeïta, pirita i apatita. Va ser descoberta l'any 1979 a la mina Cornelia, a Hagendorf (Waidhaus, Bavària, Alemanya).